# Långstjärtad piplärka
Långstjärtad piplärka (Anthus vaalensis) är en afrikansk fågel i familjen ärlor inom ordningen tättingar.

## Utseende
Långstjärtad piplärka är en 16-18 centimeter lång fågel som likt brunryggig piplärka (A. leucophrys) har relativt ostreckad undersida och därför lätt förväxlas med denna. Ovansidan är dock blekare och mer beige. I ansiktet syns ett blekt ögonbrynsstreck samt skäraktig bas på den undre näbbhalvan. På bröstet syns endast svaga streck. Buk och flanker är beigefärgade. Ungfågeln är fläckig. Den ses ofta vippa på stjärten likt en ärla.

## Läte
Fågeln sjunger ett anspråkslöst upprepat tjriip-tjurup. Vid uppflog hörs ett sshik.

## Utbredning och systematik
Långstjärtad piplärka delas in i åtta underarter med följande utbredning:
- Anthus vaalensis neumanni – förekommer på högplatån i Angola, sprider sig till Namibia och Botswana
- Anthus vaalensis chobiensis – förekommer från nordöstra Namibia till södra Kongo-Kinshasa, västra Tanzania, norra Botswana och Moçambique
- Anthus vaalensis marungensis – förekommer i norra Zambia till södra Tanzania
- Anthus vaalensis namibicus – förekommer i nordöstra och centrala Namibia
- Anthus vaalensis exasperatus – förekommer på saltslätter i nordöstra Botswana, flyttar till västra Zimbabwe
- Anthus vaalensis vaalensis – förekommer från södra Botswana till södra Moçambique, nordöstra Sydafrika och västra Lesotho

Underarten marungensis inkluderas ofta i chobiensis.
En omanalys av den tidigare erkända arten Anthus longicaudatus visar att flera specimen egentligen var långstjärtade piplärkor.

### Släktestillhörighet
DNA-studier visar att arterna i släktet Anthus inte står varandra närmast, där typarten för släktet ängspiplärkan står närmare piplärkorna i Macronyx än långstjärtad piplärka och dess närmaste släktingar (bland andra fältpiplärka, mongolpiplärka och långnäbbad piplärka). Det medför att långstjärtad piplärka antingen kommer föras till ett annat släkte i framtiden, eller att Macronyx inkluderas i Anthus. Inga större taxonomiska auktoriteter har dock ännu implementerat dessa nya forskningsresultat.

## Levnadssätt
Den långstjärtade piplärkan förekommer på halvarida slätter med gräs och exponerad barmark. Den påträffas även i betesmarker, brända fält och intill saltslätter. Fågeln påträffas vanligen ensam eller i par, men vintertid uppträder den även i flockar. Den lever av ryggradslösa djur och frön. Häckning har noterats från juli till februari i Zimbabwe och augusti till september i Sydafrika. Boet, en öppen skål, placeras på marken.

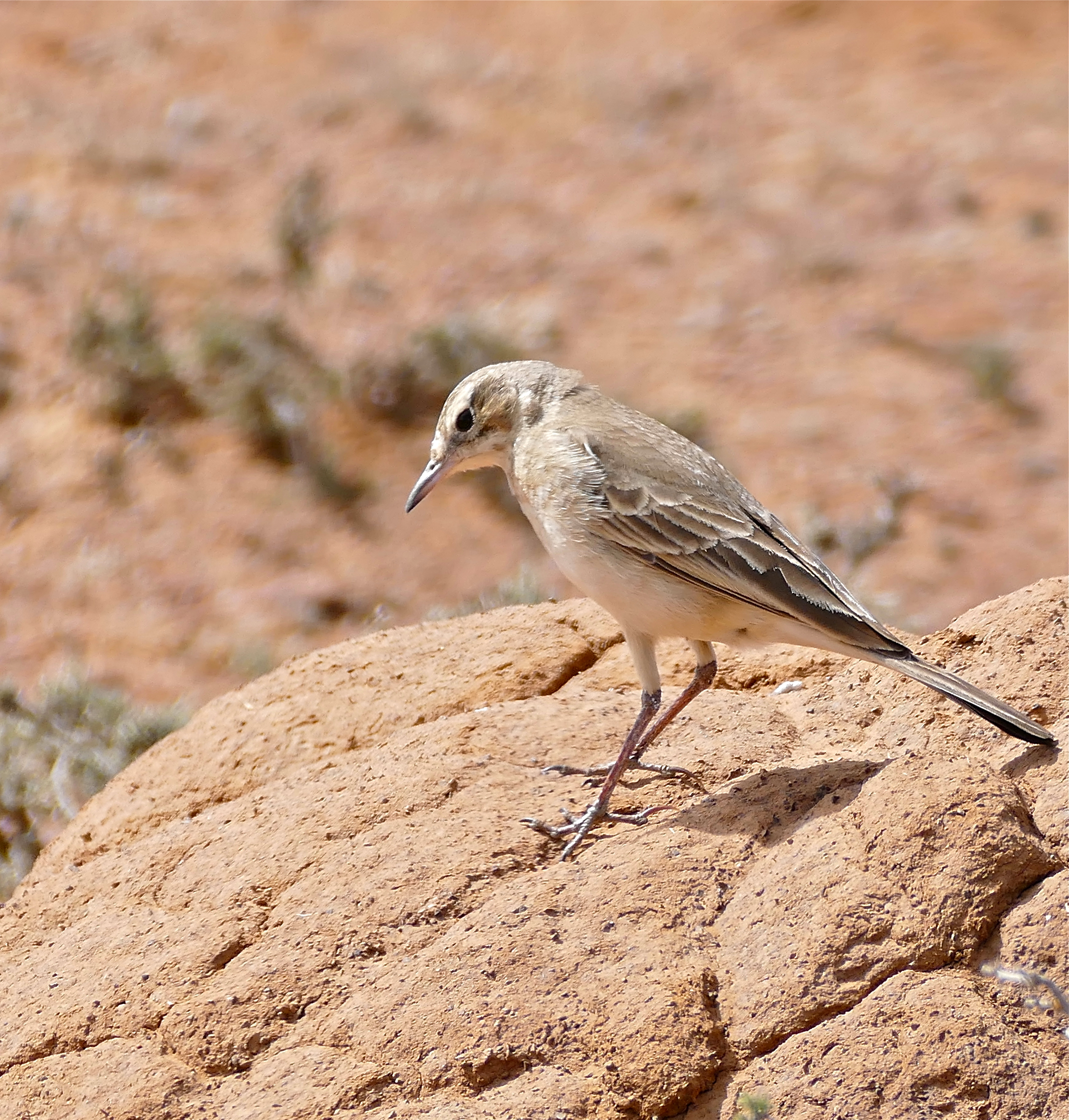

## Status och hot
Arten har ett stort utbredningsområde och en stor population, och tros öka i antal. Utifrån dessa kriterier kategoriserar internationella naturvårdsunionen IUCN arten som livskraftig (LC). Världspopulationen har inte uppskattats men den beskrivs som lokalt vanlig.

## Namn
Fågelns vetenskapliga artnamn syftar på floden Vaal i Sydafrika. På svenska har den tidigare kallats kalaharipiplärka. Notera att det numera ej erkända taxonet Anthus longicaudatus tidigare kallades långstjärtad piplärka.